# Time to Destination
Time to Destination è il secondo album in studio del gruppo musicale giapponese Every Little Thing, pubblicato nel 1998.

## Tracce
1. For the Moment – 4:33
2. Ima Demo... Anata ga Suki Dakara (今でも・・・あなたが好きだから) – 4:49
3. Face the Change – 4:22
4. Old Dreams – 0:24
5. Monokuroomu (モノクローム) – 3:57
6. All along – 4:35
7. Hometown – 4:32
8. Deatta Koro no Yō ni (出逢った頃のように) – 4:24
9. Shapes of Love – 4:57
10. True Colors – 4:43
11. Time Goes By (Orchestra Version) – 5:14